# Trenchcoat

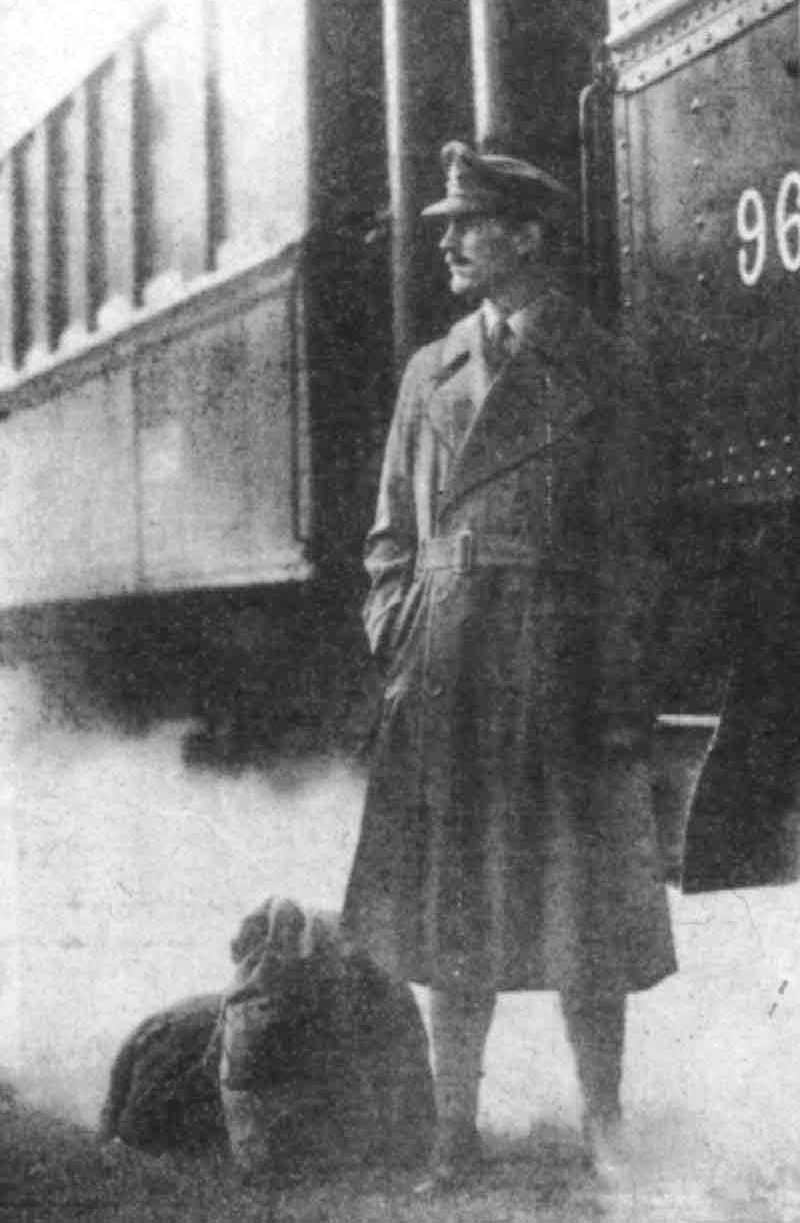
Brittisk arméofficer i trenchcoat under första världskriget.

Trenchcoat, eng. trench coat, eg. "skyttegravsrock", är en typ av överrock som har behållit sin popularitet jorden runt i ungefär hundra år. Den är vanligen tillverkad av grovt bomullstyg, drill eller poplin, och har ofta foder som kan tas bort. 
Ursprunget till trenchcoaten är de rockar som bars av brittiska och franska soldater under första världskriget. Den klassiska trenchcoaten skapades av Thomas Burberry, gabardintygets uppfinnare, som 1901 presenterade sin design för en regnrock ämnad arméofficerer vid brittiska försvarsdepartementet. Regnrocken blev snart en del av den brittiska officersuniformen. Under första världskriget modifierades den för att kunna ha epåletter, D-ringar och andra tillbehör, och det var denna modifierade version som fick namnet "trench coat" av soldaterna i skyttegravarna. Mot slutet av kriget kom trenchcoaten att ingå i alla allierade soldaters utrustning. Under andra världskriget användes trenchcoaten från början i de flesta länders militärer, men ersattes så småningom av ytterkläder mer anpassade till ett rörligare krig.

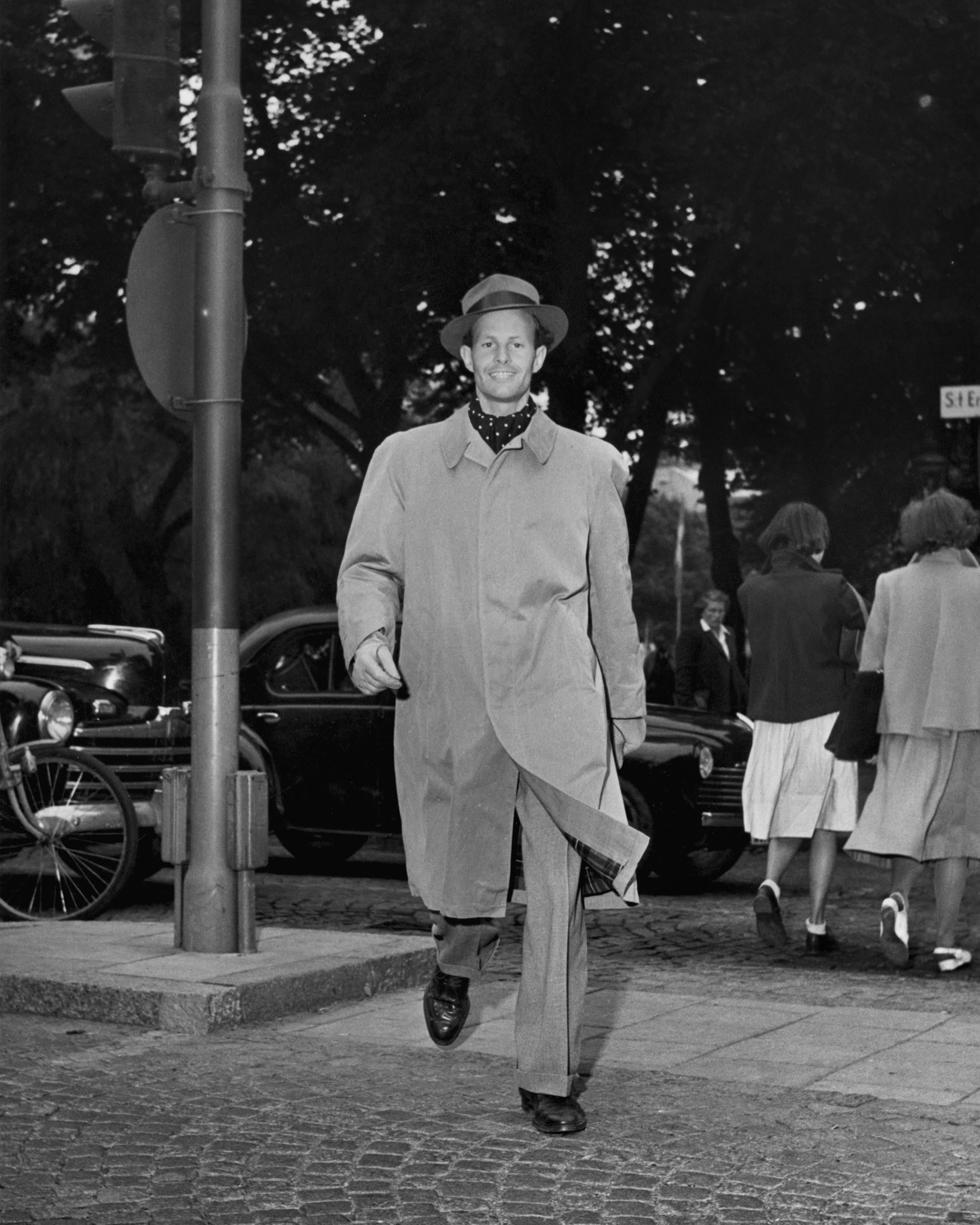
Manlig modell i trenchcoat från Nordiska Kompaniet, ca 1945–1955.
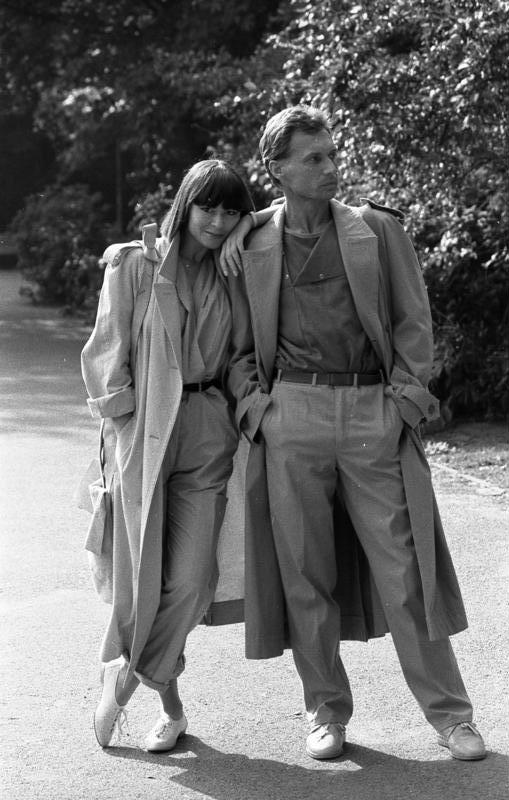
Manlig och kvinnlig modell i trenchcoats, Berlin 1984.

Den typiska trenchcoaten är en dubbelknäppt, lång, ljusbrun, khakifärgad, beige eller svart rock. Den har spännremmar på raglanärmarna, epåletter (som från början användes för att hålla handskar och mössor) och ett skärp som kan ha två små D-ringar på grund av sitt militära ursprung. Ringarna användes från början för att säkra granater, handvapen och/eller svärd. Vissa senare trenchcoatar saknar skärp, ringar och epåletter och har två fickor på varje sida. Denna typ liknar mer en vanlig jacka, utom att den är längre (medan en normal jacka inte är längre än strax nedanför midjan, är trenchcoaten normalt nästan fotsid).
Trenchcoaten har blivit en modern klassiker och används av både kvinnor och män. Dess ursprung som klädsel för officerare gör att rocken ofta associeras med något respektabelt, och den har burits av många skönlitterära figurer som Dick Tracy, Fantomen, Humphrey Bogarts Sam Spade och Peter Sellers Inspector Clouseau.